# Józef Pittner

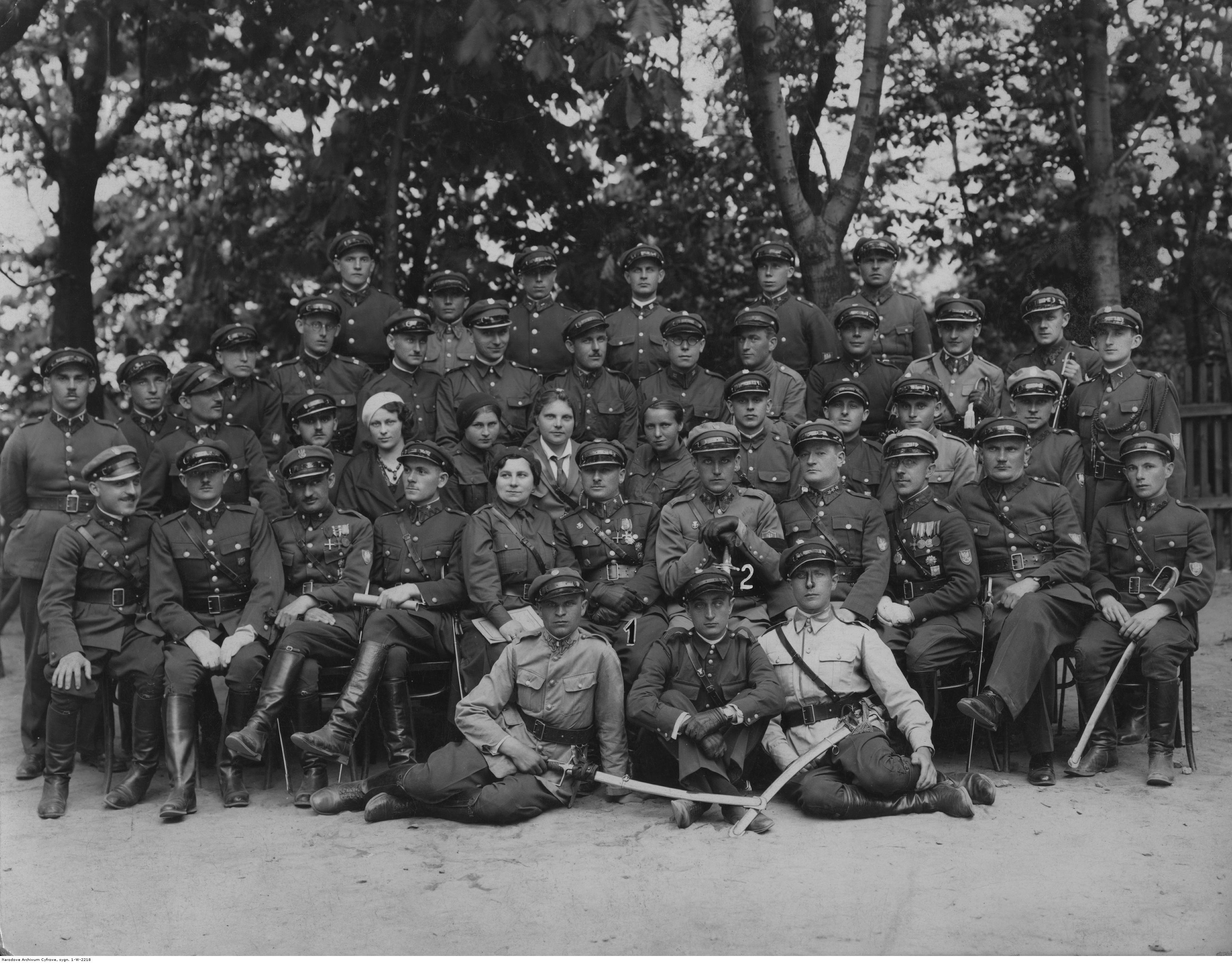
Odprawa komendantów i komendantek oddziałów Związku Strzeleckiego pow. będzińskiego w Sosnowcu; Józef Pittner siedzi 6. z prawej; lipiec 1933.

Józef Pittner (ur. 5 lipca 1893 w Krakowie, zm. 7 grudnia 1967) – kapitan piechoty Wojska Polskiego i Polskich Sił Zbrojnych, w 1964 mianowany podpułkownikiem przez Prezydenta RP na uchodźstwie Augusta Zaleskiego.

## Życiorys
Syn Jana, urodził się 5 lipca 1893 w Krakowie. Przed 1914 ukończył gimnazjum . 6 sierpnia 1914 wstąpił do Legionów Polskich . Służył w 2 kompanii V batalionu I Brygady.  21 maja 1915 w czasie bitwy pod Konarami został ranny pod Klimontowem, po czym uznany za zdolnego do służby bez broni . Po odzyskaniu przez Polskę niepodległości został przyjęty do Wojska Polskiego. Został awansowany do stopnia porucznika piechoty ze starszeństwem z dniem 1 czerwca 1919. W latach 20. był oficerem 73 pułku piechoty w Katowicach. Od 1 do 20 czerwca 1931 był przydzielony do Departamentu Piechoty MSWojsk. 27 stycznia 1930 roku został mianowany kapitanem ze starszeństwem z 1 stycznia 1930 roku i 29. lokatą w korpusie oficerów piechoty. W 1932, był w dyspozycji dowódcy Okręgu Korpusu Nr V  jako oficer do prac przysposobienia wojskowego, pełnił funkcję komendanta Podokręgu Śląsk Związku Strzeleckiego. Z dniem 15 października 1933 został przeniesiony z DOK V do 73 pp. W marcu 1934 został zwolniony z zajmowanego stanowiska i oddany do dyspozycji dowódcy Okręgu Korpusu Nr V, a z dniem 31 lipca tego roku przeniesiony w stan spoczynku.
Po wybuchu II wojny światowej podczas kampanii wrześniowej w stopniu kapitana był dowódcą batalionu ochotników w obrębie Obszaru Warownego „Wilno”. Później został oficerem Polskich Sił Zbrojnych. W stopniu kapitana w 1942 był adiutantem 16 Lwowskiego batalionu strzelców. Po wojnie pozostał na emigracji w Wielkiej Brytanii. 1 marca 1949 w stopniu kapitana został skarbnikiem Kasyna Oficerskiego nr 2 w obozie Witley. W 1964 Prezydent RP na uchodźstwie August Zaleski mianował go podpułkownikiem w korpusie oficerów piechoty.  Zmarł 7 grudnia 1967,  pochowany na cmentarzu w Wrexham w Walii (kwatera H, gr.13542).

## Ordery i odznaczenia
- Krzyż Niepodległości (13 kwietnia 1931)[19]
- Krzyż Oficerski Orderu Odrodzenia Polski (3 maja 1963)[20]
- Krzyż Kawalerski Orderu Odrodzenia Polski (3 maja 1958)[21]
- Krzyż Walecznych (czterokrotnie)
- Złoty Krzyż Zasługi (5 maja 1931)[22]